# Giulio Tonti
Giulio Tonti, né le 9 décembre 1844 à Rome et mort le 11 décembre 1918 à Rome, est un cardinal italien du début du XXe siècle.

## Biographie
Giulio Tonti étudie à Rome. Après son ordination il est professeur et vice-recteur de l'Athénée pontifical de Propaganda Fide. À partir de 1879 il exerce des fonctions aux nonciatures en France et au Portugal (en).
En 1892, Tonti est élu évêque titulaire de Samos (de) et est consacré le 25 juillet de la même année par Raffaele Monaco La Valletta avec comme co-consécrateurs Michele Zezza (it) et Augusto Berlucca. Il est nommé délégué apostolique en République dominicaine (en), Haïti et Venezuela (en). 
En 1893, il est nommé administrateur apostolique nutum Sanctae Sedis de l'archidiocèse de Port-au-Prince et du diocèse des Gonaïves en Haïti, avant d'être est promu archevêque titulaire de Sardes (de) la même année. Un an plus tard, il est nomme archevêque de Port-au-Prince.
En 1902, il est nommé archevêque titulaire d'Ancyre (de) et nonce apostolique au Brésil (en). En 1906, il est nommé nonce apostolique au Portugal (en). Torti retourne à Rome en 1910, à cause de la Révolution du 5 octobre 1910.
Le pape Benoît XV le crée cardinal lors du consistoire du 6 décembre 1915. En 1917 il est nommé préfet de la Congrégation pour les Religieux et membre du conseil pour l'administration des richesses de l'Église.
Le cardinal Tonti meurt le 11 décembre 1918 à l'âge de 74 ans.

## Succession apostolique
Giulio Tonti a ordonné les évêques suivants :
- Évêque Jean-Marie-Alexandre Morice (en) (1893)
- Évêque Pierre-Marie Gentet (1895)
- Évêque Joaquim Antônio de Almeida (pt) (1906)
- Archevêque João Evangelista de Lima Vidal (pt) (1909)